# 1-я Радиальная улица
Пе́рвая Радиа́льная у́лица (до 5 апреля 1965 года — Ле́нинский проспе́кт (Ле́нино), до 1960 года — Ле́нинский проспе́кт посёлка Ленино-Дачное) — улица, расположенная в Южном административном округе города Москвы на территории района Бирюлёво Восточное.

## История
Улица находится на территории бывшего посёлка Царицыно-Дачное (Покровская сторона), позднее Ленино-Дачное. До революции она носила название 1-й просек, по состоянию на 1930 год — 1-й проспект (всего в этой дачной местности существовало 15 проспектов), в советское время называлась Ле́нинский проспе́кт в честь В. И. Ленина (1870—1924). В 1960 году посёлок Ленино-Дачное вошёл в состав Москвы, проспект был переименован в Ле́нинский проспе́кт (Ле́нино), а 5 апреля 1965 года для устранения одноимённости с Ленинским проспектом улица была переименована и получила современное название по своему радиальному положению относительно Спортивной улицы и проезда Кошкина.

## Расположение
1-я Радиальная улица проходит от Спортивной улицы на северо-восток, пересекает проезд Кошкина, проходит до Верхнего Царицынского пруда, поворачивает на север, проходит по берегу пруда, пересекает по мосту старое русло реки Городни и проходит до Воздушной и Прохладной улиц. Нумерация домов начинается от Спортивной улицы.

## Примечательные здания и сооружения
По нечётной стороне:
Застройка не сохранилась. В настоящее время вдоль улицы проходит ограда парка «Царицыно», в северной части находится вход в парк № 3 «Покровские ворота».
По чётной стороне:
- д. 4 — спортивная база Всероссийского проектно-изыскательного и научно-исследовательского института промышленной технологии.

До революции между современными 10-й и 1-й Радиальными улицами располагался участок дачи Щербинина (участки № 11, 12, 13), где в 1899 году жила Е. М. Лопатина и где с ней встречался И. А. Бунин.

## Транспорт

### Автобус
- м82: от Прохладной улицы до проезда Кошкина и от Спортивной улицы до Прохладной улицы.
- с854: от Спортивной улицы до Прохладной улицы и обратно.

### Метро
- Станция метро «Царицыно» Замоскворецкой линии — севернее улицы, на пересечении Каспийской и Луганской улиц.

### Железнодорожный транспорт
- Платформа «Царицыно» Курского направления МЖД — севернее улицы, на пересечении Каспийской и Луганской улиц.